# Tetracentraceae
Famille
Classification APG II (2003)
Classification APG III (2009)
La famille des Tetracentraceae (Tetracentracées) est une famille de plantes qui ne comprend qu’une espèce: Tetracentron sinense.
C’est un arbre à feuilles entières, simples, stipulées, caduques, originaire des régions subtropicales et tropicales d’Asie.

## Étymologie
Le nom vient du genre Tetracentron, composé de tetra, quatre, et centron, centre, en raison du nombre des différentes parties de la fleur : ovaire constituée de  4 carpelles, 4 étamines exsertes opposées aux 4 sépales. 

## Classification
Pour la classification phylogénétique APG (1998) et classification phylogénétique APG II (2003) cette famille est optionnelle et cette plante peut aussi être incluse dans la famille Trochodendraceae
En classification phylogénétique APG III (2009) cette famille est invalide ; ce genre est incorporé dans la famille Trochodendraceae.